# Итальянский фашизм

Эмблема Национальной фашистской партии

Италья́нский фаши́зм — тоталитарная националистическая политика корпоративизма, проводившаяся Бенито Муссолини с 1921 до 1945 года.
Этимологически «фашизм» происходит от итальянского «fascio» (лиги), а также от латинского «фасция» (пучок) — это древний символ римской администрации. Бенито Муссолини, ведомый идеей восстановления Римской империи, избрал после Первой мировой войны фасции символом своей партии, откуда и появилось её название — фашистская. Муссолини принял римскую фасцию, как символ фашистской партии, в 1919 году при создании «fasci di combattimento» (Союза борьбы). Истории прихода фашистов к власти была посвящена Выставка фашистской революции.
В политической науке итальянский фашизм означает синкретическую модель правительства, из которой получены и другие разновидности фашизма — но они не имеют общих культурных и идеологических принципов. В XX веке авторитарно-националистические движения появлялись по всему миру: нацизм в Германии под руководством Гитлера, перонизм в Аргентине под командованием генерала Перона, фалангизм в Испании под главенством Франко, «Железная гвардия» в Румынии, интегрализм в Бразилии, «Аксьон франсез» и «Огненные кресты» во Франции, «Скрещённые стрелы» в Венгрии, австрофашизм Энгельберта Дольфуса в Австрии, этатизм Сёва в Японии, рексизм в Бельгии, усташи в Хорватии, «Национальный союз» в Португалии и многие другие.
До Второй мировой войны фашисты считали, что они имеют общие философские принципы: национальный лидер, однопартийная система, социальный дарвинизм, элитаризм, экспансионизм. Но каждое правительство придерживалось дискретного национального фашизма, например: португальское клерикально-корпоративное Новое государство под руководством Салазара; испанский союз между фалангистами, канцелярскими фашистами во главе с Франко. В 1945 году большинство фашистских правительств отмежевалось от нацизма, чтобы разнообразие их национальных фашистских идей не было приравнено к гитлеровской модели национал-социализма.

## Предпосылки
После Первой мировой войны Италия, хоть и находилась в лагере победителей, но была ослаблена настолько, что другие страны не признавали её территориальные притязания. Экономическая ситуация была кризисной, росла инфляция. Демобилизованные после окончания войны солдаты часто не могли найти работу.
Большое влияние на развитие фашизма в Италии оказали сентябрьские события 1920 года, когда рабочие по всей Италии стали занимать заводы и фабрики, устанавливая на них свою власть. В это время все более широкие круги итальянской буржуазии стали терять веру в либеральное государство и парламентаризм.
Фашисты оказались наиболее беспринципными и ловкими политиками в борьбе за привлечение на свою сторону самых различных социальных элементов. В первый период фашистское наступление развивалось преимущественно в сельских местностях, используя страх части среднего крестьянства и даже части мелких арендаторов перед революционным движением.
Либерал Л. Пеано писал в своих мемуарах, что «мирные буржуа, чуждые насилию, смотрели с одобряющей симпатией на действия фашистов». Ф. Камбо, французский либерал, живший в Италии, писал о симпатиях к фашизму офицеров армии, духовенства, бюрократии, чиновников,— «одним словом, всех тех, кто понимал огромную опасность коммунизма». Особенно существенную поддержку фашисты получали со стороны местных органов власти, армии и полиции. Либерал М. Миссироли отмечал, что «все органы исполнительной власти: армия, магистратура, королевская гвардия, карабинеры — видели в фашизме освободителя Италии от большевистской опасности».

## История
В марте 1919 года Бенито Муссолини, исключённый из Социалистической партии, создал «Союз борьбы» («Фашио ди комбаттименто»). Программа этой партии предусматривала принятие новой конституции страны, избирательное право с 18 лет, в том числе женщинам и даже туземцам колоний, 8-часовой рабочий день трудящимся, упразднение сената, защиту детского труда, выборность чиновников, свободу совести, свободу печати, а также передача Италии Фиуме и Далмации. Затем Муссолини потребовал провести проверку всех договоров о военных поставках в армию за годы Первой мировой войны, конфисковать поместья и предоставить землю крестьянам. Муссолини объявил себя противником монархии, но высказывался за развитие католических школ и запрет разводов, заявляя, что «религия является громадной силой, которую надо почитать и защищать».
В 1919 году начались столкновения между фашистами и социалистами. 15 апреля 1919 года в Милане многотысячная колонна социалистов направилась к редакции фашистской газеты «Пополо», скандируя угрожающие лозунги. Фашисты, вооружённые дубинками и пистолетами, напали на социалистов и рассеяли их, а потом подожгли редакцию газеты социалистов «Аванти».
В октябре 1920 года военный министр Бономи рекомендовал демобилизованным офицерам вступать в фашистские отряды «чернорубашечников» в качестве руководителей их боевого состава. В 1921 году «Союз борьбы» был преобразован в Национальную фашистскую партию. Согласно данным на конец 1921 года, по всей территории Италии фашизм финансировали на 71,8 % промышленные и финансовые общества, на 8,5 — институты кредита и страхования, на 19,7 % — частные лица.

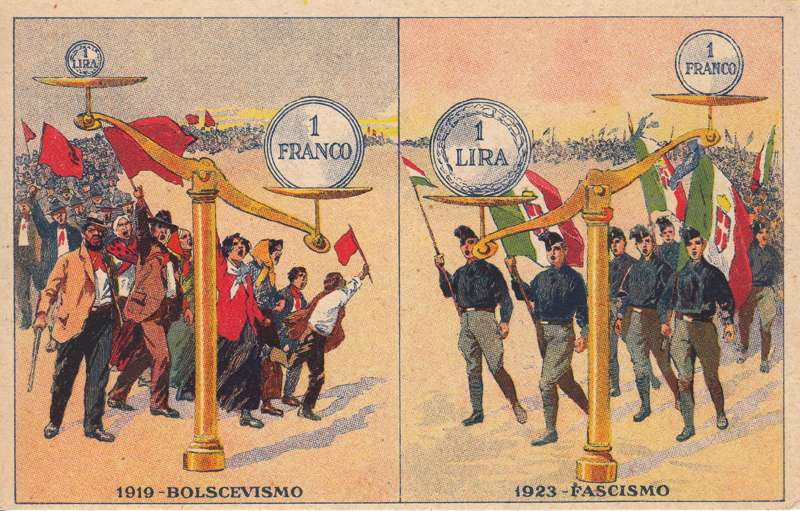
Фашистская предвыборная листовка 1924 года

На парламентских выборах 1921 года фашисты получили лишь два мандата, но их парламентская фракция насчитывала больше 30 человек (за счёт депутатов, избранных по спискам других партий).
Фашисты начали нападать на редакции социалистических, коммунистических и радикальных газет, рабочие клубы, типографии, помещения профсоюзных и кооперативных организаций. За 6 месяцев 1921 года фашисты уничтожили 85 кооперативных обществ, 25 «народных домов» (центров рабочих организаций), десятки рабочих клубов, 10 типографий, 6 редакций газет, 43 союза сельских рабочих. Начались нападения фашистов на забастовщиков, происходили столкновения между коммунистами и фашистами с применением оружия с обеих сторон, погибшими и ранеными. Полиция и армия при этом часто не вмешивались, иногда задерживали чернорубашечников, но быстро выпускали их, особенно если фашисты осаждали полицейские участки.
К концу 1921 года в партии Муссолини состояло уже около 250 000 человек. В 1922 году фашисты практиковали захваты уже целых городов — Тревизо, Равенны, Феррары и других. Несколько сотен вооруженных чернорубашечников входили в город, громили помещения комитетов коммунистов и социалистов, нападали на квартиры рабочих активистов, общественные здания, государственные учреждения, редакции газет. Сопротивлявшихся они избивали и пытали. Широко применялся такой метод издевательства, как насильственное кормление жертвы касторкой.

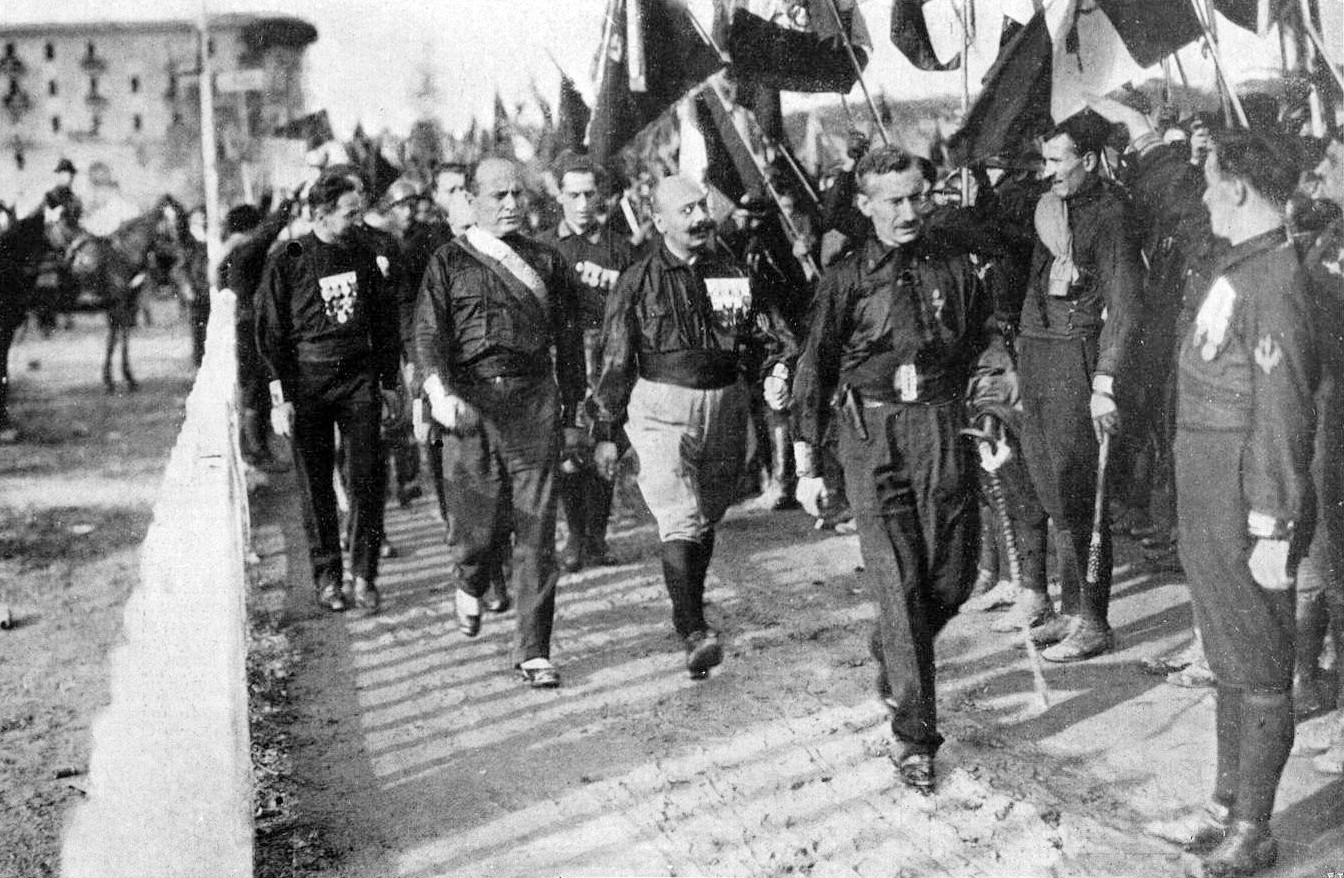
Муссолини среди чернорубашечников, идущих на Рим

В октябре 1922 года Муссолини потребовал от короля Италии включить фашистов в правительство страны, угрожая захватом власти. 28 октября несколько колонн фашистов начали поход на Рим. Они захватили несколько городов, склады с оружием, устраивали погромы. Армия в отдельных случаях оказывала вооруженное сопротивление, но многие командиры воинских частей симпатизировали фашистам. Король Виктор Эммануил III обсуждал план объявления чрезвычайного положения, но затем принял решение удовлетворить требования Муссолини.
Муссолини стал одновременно премьер-министром, министром внутренних дел и министром иностранных дел. В правительстве Муссолини было 3 фашиста, 3 демократа-республиканца, 2 католика, 1 националист и 1 либерал.
Сразу после прихода фашистов к власти был принят закон об амнистии по политическим преступлениям, который освобождал от ответственности фашистов за ранее совершенные ими преступления. Затем был принят закон о предоставлении Муссолини чрезвычайных полномочий. В декабре 1922 года был издан декрет о включении фашистской милиции в состав армии. 30 декабря Муссолини приказал арестовать всех членов исполнительного комитета коммунистической партии, за исключением двух коммунистов-депутатов парламента.
На парламентских выборах в апреле 1924 года, вступив в союз с либералами, фашисты получили около 60 % голосов избирателей и получили 356 мест из 536, чему способствовал действовавший избирательный закон, согласно которому партия, получившая первое место на выборах и не менее 25 % действительных голосов, получала 66 % мест в парламенте. Оставшиеся мандаты распределялись между остальными партиями согласно пропорциональной системе.
В мае-июне 1924 года депутат-социалист Джакомо Маттеотти дважды выступал в парламенте с речью, о массовых фальсификациях в ходе прошедших выборов. Он собирался разоблачить и финансовые махинации, в которых были замешаны руководители фашистской партии. 10 июня в центре города Маттеотти был схвачен фашистскими боевиками, ранен, вывезен за город и убит. Его обезглавленное тело было обнаружено только в августе.
Следствие установило, что в похищении Маттеотти замешаны главный редактор фашистской газеты, заместитель министра внутренних дел и некоторые другие руководители фашистской партии.
После убийства Маттеотти, вызвавшего волну возмущения по всей стране, социалисты, демократы, республиканцы, «пополари» в знак протеста ушли из парламента и создали комитет фракций оппозиции — «Авентинский блок» (по аналогии с римскими плебеями, выступившими против патрициев в 451 до н. э. и удалившимися на Авентинский холм). «Авентинский блок» потребовал от короля в качестве условия своего возвращения в парламент роспуска фашистской милиции и отставки Муссолини. Муссолини обратился к королю с просьбой об отставке, но получил отказ и остался главой правительства.
После прихода к власти фашисты объявили войну сицилийской мафии на полное уничтожение. В 1924 году на Сицилию был отправлен Чезаре Мори, получивший за свои действия по наведению порядка на острове прозвище «Железный префект». Сотни сицилийцев арестовывались полицией и чернорубашечниками по малейшему подозрению в причастности к мафии. Их держали в тюрьмах, выбивая признания в работе на мафию, и требовали выдать сообщников. Брались в заложники их родственники, вплоть до женщин и детей. Часто блокировались целые сицилийские деревни и городки, если были подозрения, что их жители как-то связаны с мафией, после чего проходили жестокие облавы, дом за домом. Сицилийская мафия была практически нейтрализована, многие её члены бежали из страны, большая часть была посажена в тюрьмы.
В 1925 году были запрещены сначала газеты и собрания оппозиционных партий, а позже и сами оппозиционные партии. Было создано министерство по делам печати и пропаганды, возглавлять газеты было разрешено только членам фашистского профсоюза, объединяющего журналистов — членов партии. Была распущена палата депутатов, была проведена чистка чиновничества от лиц, не входящих в фашистскую партию.
В декабре 1925 года был принят закон «Об обязанностях и прерогативах главы правительства», по которому глава правительства мог ограничивать по некоторым вопросам деятельность депутатов парламента. Так, например, без согласия правительства ни один вопрос не мог быть включён в повестку дня парламента. В 1926 году был принят закон «О праве исполнительной власти издавать юридические нормы». Глава правительства получил право по «уполномочию закона» и «в исключительных случаях» издавать постановления, имеющие силу закона.
В 1926 году, после неудачного покушения на Муссолини, вступили в силу чрезвычайные законы: распускались все «антинациональные» партии, для рассмотрения политических дел создавался Особый трибунал. В конце 1926 году фашистская партийная спецслужба ОВРА становится органом политической безопасности Королевства Италия. С 1927 года она вводится в аппарат государственной полиции Королевства Италия и напрямую подчиняется её главе Артуро Боккини.
Законом от 3 апреля 1926 была учреждена Opera Nazionale Balilla (ONB), которая официально была предназначена для «физического, духовного и нравственного воспитания молодёжи». В действительности ONB использовалась не только для физического и духовного, но и начального военного, профессионального и технического образования. Реальной задачей ONB было формирование «фашистов завтрашнего дня». В ONB принимались дети в возрасте от 8 до 18 лет, разделенные на две возрастные группы: младшая — «Балилла» и старшая — Авангардисты.
В 1927 году в Италии были распущены все молодёжные организации нефашистской ориентации, в том числе итальянская организация скаутов, Ассоциация юных пионеров Италии (АРПИ), и другие.
В 1928 году руководящий орган фашистской партии (Большой фашистский совет) стал одним из высших органов в государстве, все партии кроме фашистской официально были запрещены, к выборам допускались только кандидаты, одобренные Большим фашистским советом.
Выборы 1929 года прошли в форме плебисцита, в ходе которого избирателям было предложено проголосовать за или против списка кандидатов единственной партии, Национальной фашистской. В случае если большинство участников голосования отказались бы утвердить список, предложенный Большим фашистским советом, должно было состояться повторное голосование по другому списку. Список кандидатов Большого фашистского совета одобрили 98,43 % избирателей.
Однако политические репрессии были достаточно умеренными: с 1926 по 1932 год Особый трибунал вынес всего 7 смертных приговоров за политические преступления.
Закон, именуемый «Хартией труда», запрещал все нефашистские профсоюзы, и создавал вместо них корпорации, в которые входили не только рабочие, но и предприниматели. К 1932 году в Италии насчитывалось 22 корпорации по отраслям экономики.

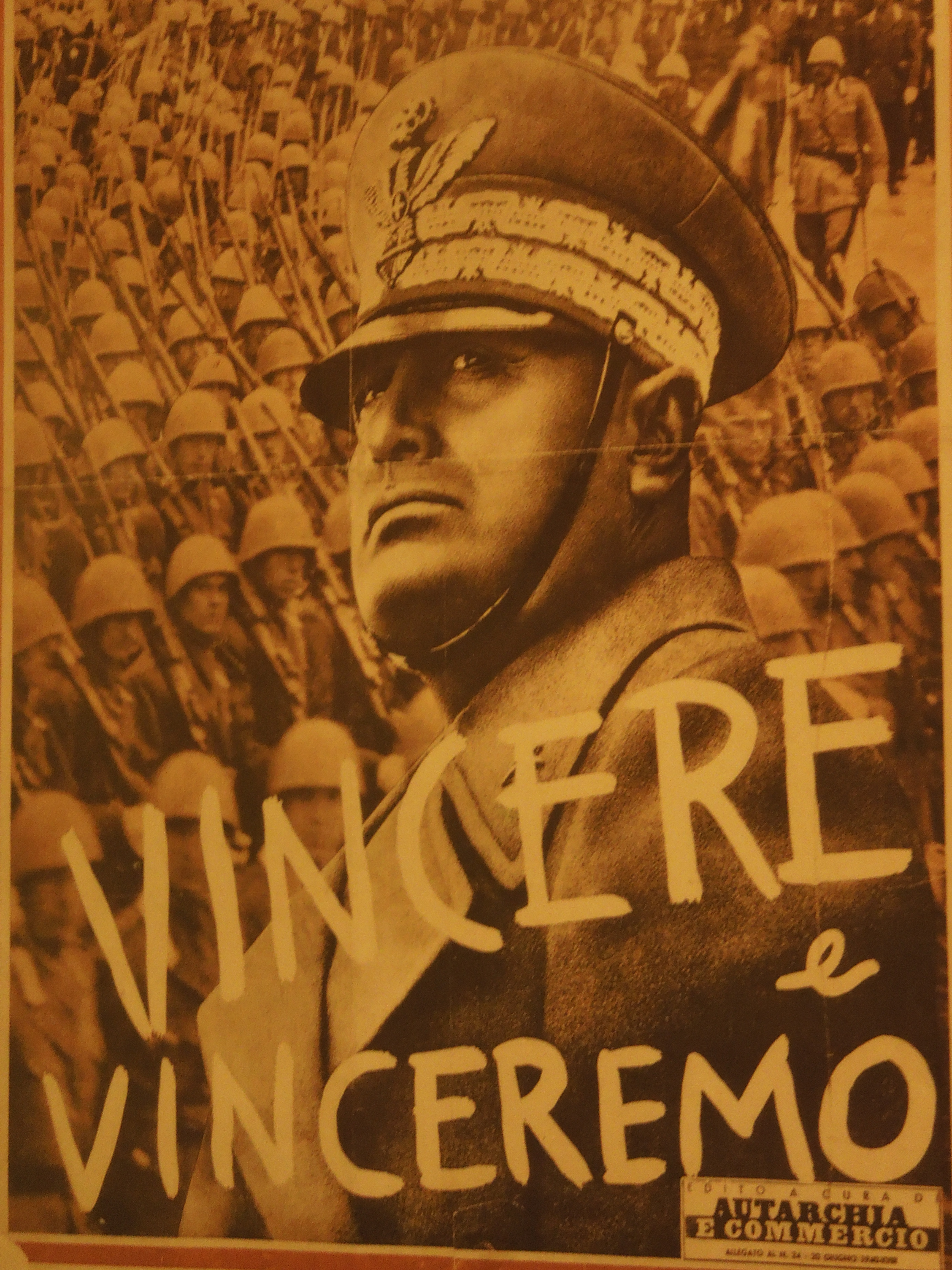
Фашистский плакат «Победить и мы победим»

С 1933 года в Италии каждый ребёнок при поступлении в начальную школу был обязан вступить в организацию «Детей волчицы», а с 1936 года детей стали записывать в эту организацию сразу с момента рождения. К 1937 году, после первых военных неудач Муссолини принял решение реорганизовать работу с молодёжью, для чего 29 октября 1937 была создана новая молодёжная организация — Итальянская ликторская молодёжь (GIL), ставшая преемником ONB.
Фашисты объявили своей целью не просто восстановление страны, но и завоевания новых колоний с дальнейшим провозглашением Новой Римской (Итальянской) империи. Уже в 1920-е годы между Италией и её соседями: Югославией и Грецией возникли напряжённые отношения из-за территориальных споров. В 1923 г. итальянские войска временно оккупировали греческий остров Корфу из-за убийства итальянского генерала и офицеров на греческой территории.

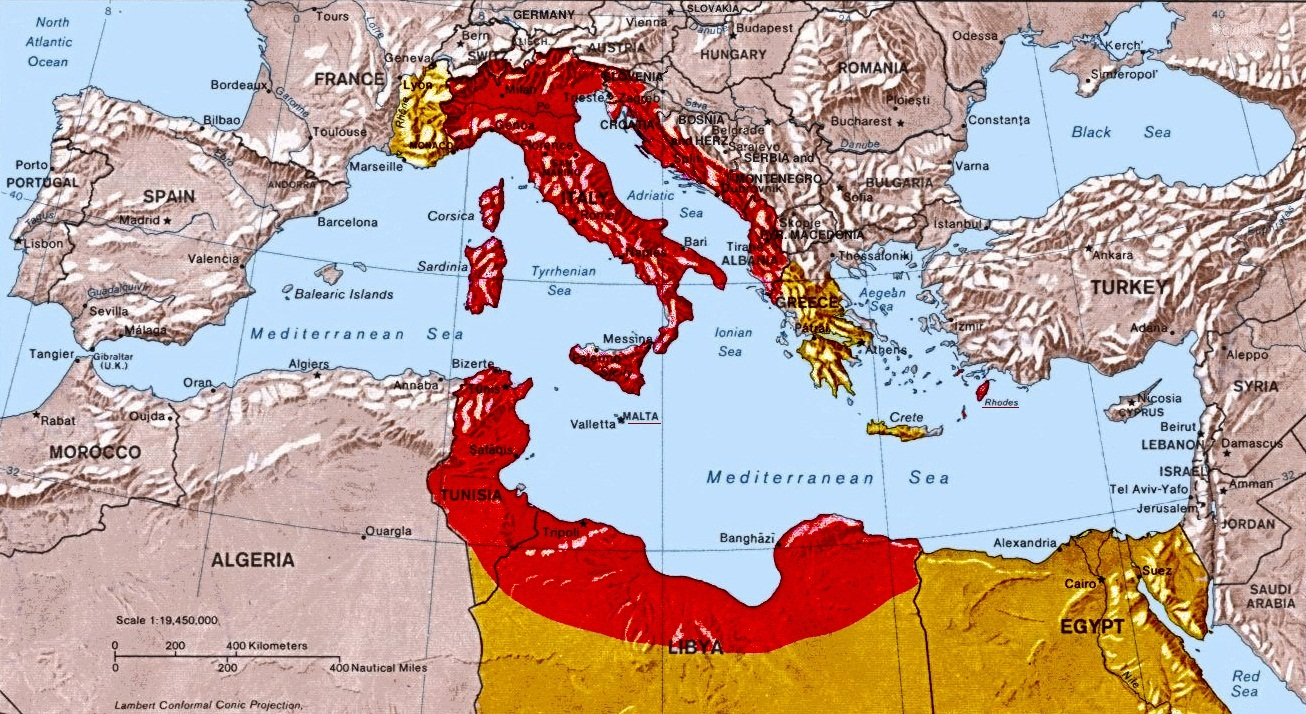
Карта «Большой Италии»

В 1930-е годы Италия стала проводить ещё более агрессивную внешнюю политику. Теперь уже захват Эфиопии становится делом национальной чести, дабы смыть позор поражения 40-летней давности. 3 октября 1935 года она вторглась в Эфиопию и к маю 1936 года захватила её. В 1936 году была провозглашена Итальянская империя. Был выдвинут проект «Большой Италии», Средиземное море было объявлено зоной интересов Империи и провозглашено «Нашим морем» (лат. Mare Nostrum), поскольку эта территория когда-то была в составе Римской Империи. Акт необоснованной агрессии и укрепления Италии как влиятельной региональной державы вызвал недовольство у западных держав и Лиги Наций.
Основные процессы итальянской экономической жизни в 1930-х годах были связаны с «битвой за автаркию». Предпосылкой этого этого послужило применение экономических санкций против Италии во время итало-абиссинской войны. По замыслу фашистских руководителей, политика автаркии должна была осуществляться путем выработки у итальянцев «автаркического духа», перестройки промышленности, направленной на достижение экономической независимости через сокращение импорта и увеличения экспорта. Важнейшим в этой политике был созданный в 1933 году Институт промышленной реконструкции (ИРИ), которому была поручена реорганизация металлургической и машиностроительной промышленности путем финансирования предприятий этой отрасли. Он также участвовал в производстве синтетического каучука и целлюлозы, руководил транспортными компаниями и постройкой сети гостиниц. Наряду с ИРИ и его филиалами начали возникать другие государственные и полугосударственные объединения — к 1939 году их насчитывалось около 30.
В период между 1934 и 1946 годами парламентские выборы в Италии не проводились. В январе 1939 года нижняя палата парламента была заменена Палатой фасций и корпораций, в которой заседали «национальные советники» (Consiglieri Nazionali), а не депутаты. Советники палаты не представляли избирательные округа, а представляли различные отрасли культуры, торговли и промышленности Италии, что было воплощением идеи фашизма о корпоративном государстве.
Ухудшение отношений с западными державами толкало Италию на сближение с Германией. В январе 1936 года Муссолини даёт принципиальное согласие на аннексию немцами Австрии при условии их отказа от экспансии на Адриатике.
Проводя антикоммунистическую политику, как внутреннюю, так и внешнюю, в частности, участвуя в гражданской войне в Испании на стороне националиста генерала Франко (в Испанию был послан итальянский экспедиционный корпус), 6 ноября 1937 года Италия присоединяется к Антикоминтерновскому пакту, а 22 мая 1939 года подписывает с Германией Стальной пакт.
7 апреля 1939 года Италия оккупировала Албанское королевство, где был установлен итальянский протекторат.
Объявив войну Франции и Великобритании, Италия в 1940 году вступила во Вторую мировую войну. Но, вопреки надеждам Муссолини, война закончилась тяжёлым поражением Италии. В ходе Североафриканской кампании Италия лишилась своих колоний в Африке, она потерпела неудачу на Восточном фронте, где итальянские экспедиционные войска были разгромлены. После начала Итальянской кампании союзников в 1943 году Муссолини был арестован и затем Италия капитулировала. Однако германские войска оккупировали большую часть страны, где было создано марионеточное государство во главе с Муссолини.
В 1945 году действиями движения Сопротивления (кульминационный момент — Апрельское восстание 1945), партизан в горах и англо-американских войск Италия была освобождена.

### Масштабы репрессий и жертв итальянского фашизма
До и после 1922 года фашизм в Италии запретил оппозиционные партии, посадил в тюрьму их лидеров, убил от 2000 до 3000 политических оппонентов, запретил независимую прессу, ликвидировал нефашистские профсоюзы, нарушал собственные законы, спонсировал тайную полицию, и поощрял итальянцев доносить друг на друга. В течение фашистского правления в Италии антифашисты различной ориентации могли быть наказаны предупреждениями или домашними арестами, принудительными ссылками в небольшие города или острова в Средиземном море. Законодательством также была введена смертная казнь за покушения на Дуче и ведущих членов королевской семьи. На конец фашистского режима в Италии тайная полиция скомпилировала досье на 130,000 итальянцев. Примерно 13,000 оппонентов фашизма в Италии были подвергнуты длительным тюремным наказаниям. В мирное время Специальный трибунал вынес всего 9 смертных приговоров, которые были исполнены. Восемь других приговорённых к смерти были помилованы. Эти относительно небольшие цифры репрессированных политических оппонентов могут создавать впечатление о фашистском режиме в Италии как о мягкой форме диктатуры. Однако, согласно исследованиям ученого Ричарда Босворза, развязанные итальянским фашизмом внешние империалистические войны унесли жизни более одного миллиона человек
.

## Доктрина

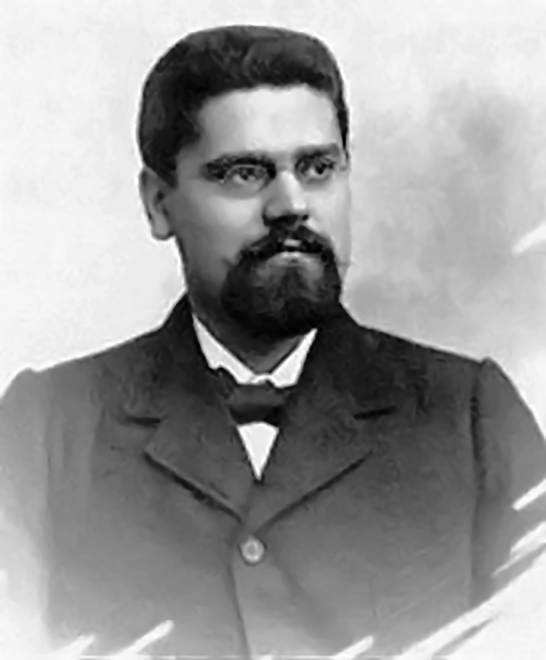
Философ Джованни Джентиле — один из отцов итальянского фашизма

Основные идеи итальянского фашизма были изложены в изданной в 1932 году книге Муссолини «Доктрина фашизма», а также в произведениях Джованни Джентиле, основателя теории «актуального идеализма», которая являлась основной для фашистов.
Муссолини в своей книге «Доктрина фашизма» высказал следующие положения:
- Фашистская концепция государства всеобъемлюща. Вне его не существуют человеческие и духовные ценности. Фашизм — тоталитарен и фашистское государство включает в себя все ценности — истолковывает, развивает и осуществляет всю человеческую деятельность.
- Фашизм осознаёт причины, по которым возникли и развивались социализм и профсоюзное движение, поэтому он придаёт соответствующее значение корпоративной системе, в которой расходящиеся интересы координируются и гармонизируются в рамках единого государства.
- Фашизм абсолютно противоположен либерализму как в политике, так и в экономике.
- Фашистское государство управляет экономикой в той же мере, как и остальными областями жизни — через корпоративные, социальные и образовательные институции, через политические, экономические и духовные силы нации, организованные в соответствующие ассоциации, функционирующие в государстве.

## Расизм
Муссолини подчёркивал, что его расистские и антисемитские убеждения зародились ещё в 1920-х годах, то есть до того, как к Гитлеру пришла известность.

Я стал расистом ещё в 1921 году. Некоторые думают, что я в этом вопросе пытаюсь имитировать Гитлера, но это не так. Необходимо, чтобы итальянцы уважали свою расу.
Тем не менее, ранний фашизм допускал более гражданский национализм, нежели этнический. Значимую часть в Национальной фашистской партии и движении чернорубашечников составляли евреи. Сам же Бенито Муссолини ранее утверждал, что большую часть в национальном самосознании занимают эмоции и чувства, а не биологический фактор.
Однако в 1934 году Муссолини запретил книгу «Чёрная любовь» о романе итальянки и африканца. В 1929 году при основании Итальянской Академии евреи в неё включены не были, а в 1934 году в газетах была проведена антисемитская кампания.

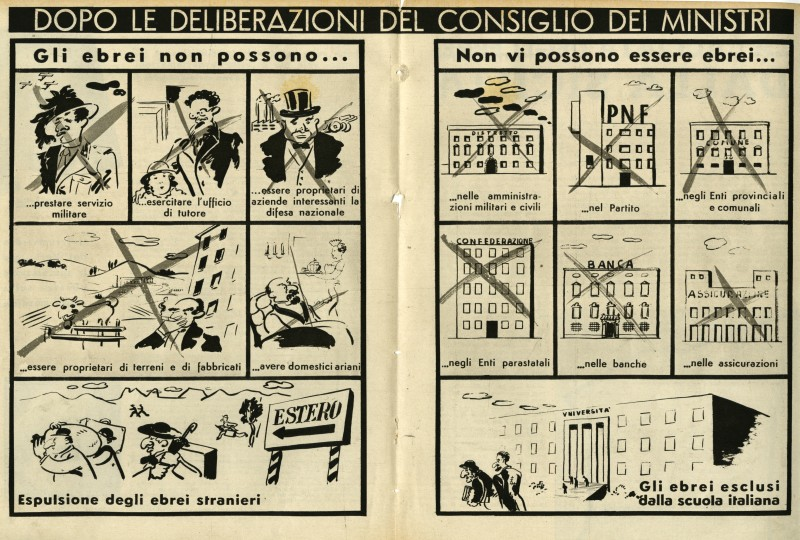
Разъяснение антиеврейских ограничений

Позже Муссолини издал ряд дискриминационных законов:
- 19 апреля 1937 — декрет о запрете смешения с эфиопами[15]
- 30 декабря 1937 — декрет о запрете смешения с арабами[15]
- 5 сентября 1938 — декрет об ограничении прав евреев[17].
- 17 ноября 1938 года — «Закон о защите расы», который запрещал смешанные браки итальянцев с «неарийцами», запрещал евреям заниматься преподавательской деятельностью и содержать «арийскую» прислугу, а также давал определения принадлежности к «еврейской расе».

## Отзывы современников
Во время своей поездки в Италию в 1927 году Уинстон Черчилль сказал Муссолини:
Если бы я был итальянцем, я уверен, что был бы всем сердцем на вашей стороне от начала и до конца в вашей победоносной борьбе со звериными инстинктами и страстями ленинизма. Но в Англии нам еще не доводилось сталкиваться с этой опасностью в столь серьезной форме. У нас свой способ ведения дел.